# Horacio Elizondo
Horacio Marcelo Elizondo (Quilmes, 4. studenog 1963.) je argentinski nogometni sudac. 
Južnoamerikanac kojem će njemačko natjecanje biti kruna karijere. Sudio je još u kvalifikacijama za Francusku, četiri godine kasnije osvanuo je i u Europi, gdje je vodio meč Španjolske i Austrije, ali test očito nije položio, pa nije bio među grupom odabranih za Japan/Koreju. U međuvremenu je sazrio, na juniorskom SP-u je položio, pa je uvršten među pet najboljih arbitara Latinske Amerike. Profesor je tjelesnog. Na Olimpijadi u Ateni triput je sudio Iraku.
Na SP-u u Njemačkoj 2006. postao je prvi sudac u povijesti Svjetskih nogometnih prvenstava koji je tijekom turnira sudio i utakmicu otvorenja i finalnu utakmicu.